# Balantiopteryx infusca
Balantiopteryx infusca је сисар из реда слепих мишева (Chiroptera). 

## Угроженост
Ова врста се сматра угроженом.

## Распрострањење
Ареал врсте је ограничен на две државе. 
Колумбија и Еквадор су једино позната природна станишта врсте.

## Станиште
Станиште врсте су шуме. 